# 1441 Bolyai
1441 Bolyai este un asteroid din centura principală, descoperit pe 26 noiembrie 1937, de astronomul maghiar György Kulin, la Observatorul Konkoly, din Budapesta.

## Denumirea asteroidului
Asteroidul a primit numele în onoarea matematicianului maghiar din Transilvania, János Bolyai (1802–1860), cofondator al geometriei neeuclidiene, în secolul al XIX-lea.

## Caracteristici
Asteroidul prezintă o orbită caracterzată de o semiaxă majoră egală cu 2,6306082 UA și de o excentricitate de 0,2383674, înclinată cu 13,91565°, în raport cu ecliptica.